# Ян Ігнацій Длуський
Ян Ігнацій Длуський (пол. Ignacy Jan Dłuski; нар. 4 листопада 1724) — камянецький римо-католицький єпископ помічник (1778—1795), єпископ (1778—?)

## Біографія
Отримав посаду диякона 28 березня 1750 року, пресвітера — 23 травня 1750 р., помічника єпископа — 1 червня 1778 року. 1 червня 1778 року Папа Пій VI призначив титулярним єпископом.